# سي (لا كرونيا)
بلدية سي (بالإسبانية: Cee)‏، هي إحدى بلديات مقاطعة لا كرونيا إحدى مقاطعات إسبانيا، و التي تقع في منطقة جليقية شمال غرب إسبانيا.
يبلغ عدد سكانها 7,239 نسمة وفقاً لإحصائية سنة (2002).

## أعلام
- بيلار إدالغو
- خورخي رودريغيز
- رافا فيلار